# Filialkirche Gollrad

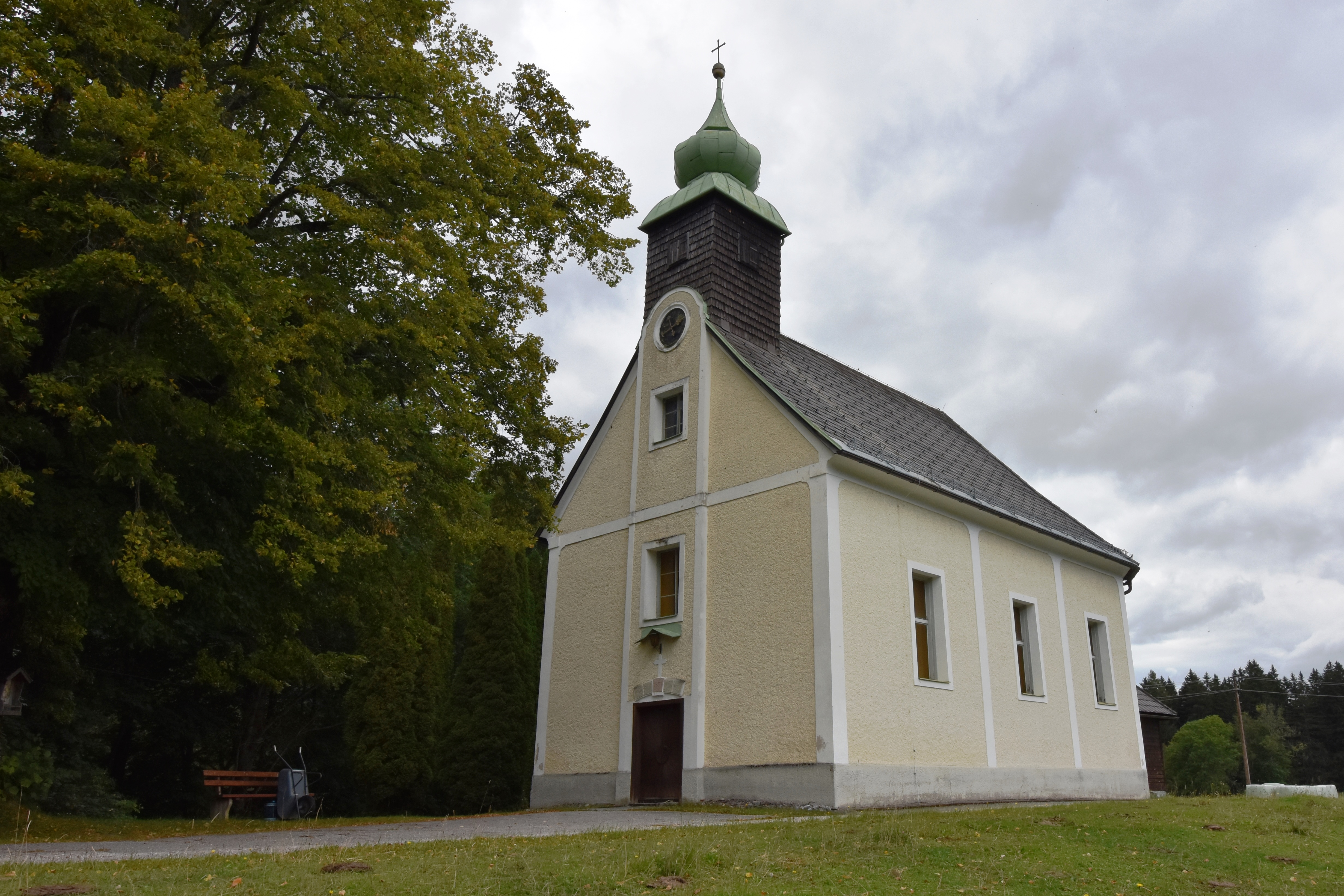
Kirche in Gollrad

Die Filialkirche Gollrad in der Ortschaft Gollrad der Gemeinde Mariazell ist eine römisch-katholische Filialkirche der Pfarre Gußwerk im Bezirk Bruck-Mürzzuschlag im Bundesland Steiermark. Sie ist der hl. Barbara geweiht.

## Geschichte
Früher bestand die heutige Ortschaft Gollrad aus zwei Orten, nämlich Gollrad, an der Hauptstraße gelegen und Knappendorf, unten im Tal. Darauf ist die Lage der Kirche, etwas außerhalb des Ortskernes zurückzuführen. An dieser Stelle befand sich vor dem Bau der Kirche eine Aufbahrungshalle.
In Gollrad wurde vermutlich schon vor der Keltenzeit Eisenerz abgebaut. Der Ortsname Gollrad scheint urkundlich erstmals im Jahre 1036, in Verbindung mit dem Erzabbau, auf. Seit Anfang des 12. Jahrhunderts war die gesamte Region bis Mariazell im Besitz des Stiftes Lambrecht, unter dessen Patronat auch das Erz von Gollrad abgebaut und verhüttet wurde. Anfang des 19. Jahrhunderts wurde das Eisengusswerk nächst Mariazell erweitert. Dadurch erfuhr der Bergbau in Gollrad einen erneuten Aufschwung. In dieser Zeit, zwischen 1830 und 1833, wurde die Barbarakirche in Gollrad von Bergknappen erbaut und ihrer Schutzpatronin, der heiligen Barbara, geweiht. Sie wurde 1950 renoviert.

## Architektur und Ausstattung
Die Kirche hat einen Fassadendachreiter mit Zwiebelhelm. Die Fassade ist durch eine Lisenengliederung strukturiert.
Das Gotteshaus ist ein nach Norden orientierter eher schmuckloser Saalraum mit drei flachen Platzln auf Gurten und flachen Wandpilastern.
Erwähnenswert sind einige Arbeiten aus der Eisengießerei in Gußwerk, so zum Beispiel ein ruhender Löwe als Türdrücker beim Eingangsportal, ein gusseiserner Korpus des Gekreuzigten über dem Altar aus der 2. Hälfte des 19. Jahrhunderts.
Interessant ist auch das Altarbild, ein Bild der Heiligen Barbara aus dem Jahr 1951, gemalt von der Wiener Künstlerin Dorothea Wild. 
Das wichtigste Kunstwerk in dieser Kirche ist jedoch ein Gussrelief des Bildes „Das letzte Abendmahl“ von Leonardo da Vinci. Es trägt die lateinische Inschrift: „Amen dico vobis unus vestrum me traditurus est“. Übersetzt heißt das: „Amen, ich sage euch, einer von euch wird mich verraten“. Das Relief ist an der Frontseite des Volksaltares eingebaut, welcher Ende der 1960er-Jahre in einer Lehrwerkstätte der VÖEST in Linz hergestellt und dem Barbarakirchlein gespendet wurde.
Die beiden ursprünglichen Glocken stammen aus dem Jahr 1833 und wurden von F.X. Gugg in Salzburg gegossen. Die kleine Glocke schmückt auf einer Seite das Bild des Gekreuzigten, gegenüber das Bild der Muttergottes auf der Weltkugel stehend. Die größere wurde während des Zweiten Weltkrieges eingeschmolzen. Im Jahr 1955 wurde sie durch eine gleich große aus der Glockengießerei Josef Pfunders ersetzt. Sie trägt die Inschrift „Heilige Barbara, bitte für uns. Gollrad 1955“.